# 基希格曼德
基希格曼德，是匈牙利科马罗姆-埃斯泰尔戈姆州所辖的一个村。总面积13.14平方公里，总人口514，人口密度39.1人/平方公里（2011年1月1日）。